# انتخابات پارلمانی کلمبیا (۲۰۲۱)
انتخابات پارلمانی کلمبیا (انگلیسی: 2022 Colombian parliamentary election) در ۱۰ مارس ۲۰۰۲ برای انتخاب سنا و مجلس نمایندگان برگزار شد. حزب لیبرال کلمبیا که بزرگترین حزب باقی مانده‌است، اکثریت خود را در هر دو مجلس از دست داد و ۵۶ کرسی از ۱۶۶ کرسی مجلس و ۲۹ کرسی از ۱۰۲ کرسی مجلس سنا را به دست آورد.